# Duarte (Califórnia)
Duarte é uma cidade localizada no estado americano da Califórnia, no Condado de Los Angeles. Foi incorporada em 22 de agosto de 1957.

## Geografia
De acordo com o United States Census Bureau, a cidade tem uma área de 17,3 km², onde todos os 17,3 km² estão cobertos por terra.

### Localidades na vizinhança
O diagrama seguinte representa as localidades num raio de 8 km ao redor de Duarte. 

## Demografia
Segundo o censo nacional de 2010, a sua população é de 21 321 habitantes e sua densidade populacional é de 1 230,51 hab/km². Possui 7 254 residências, que resulta em uma densidade de 418,65 residências/km².